# 동부면
동부면(東部面)은 대한민국 경상남도 거제시의 면이다. 2011년 기준으로 면적은  52.49km2이고, 인구는 1,621세대 3,621명이다.

## 연혁
- 757년: 신라 경덕왕 16년 거제군(거제군)이라 칭함
- 1432년: 조선 세종 14년 동부면이라 칭함
- 1592년: 선조 25년 임진왜란으로 다음 해 삼도수군통제사 이순신이 통제영을 가배량성에 두었다가, 다음 해 전쟁의 총력전으로 한산도, 고하도, 고금도, 춘원포 등지로 유동하였으며, 1597년 3월 통제사 원균이 다시 가배량에 통제영을 두었는데, 7월 16일 칠천도 패전으로 전사하자 8월에 재임된 통제사 이순신이 한산도로 옮겼다.
- 1899년: 고종 26년 면리제개편 18리로 분리
- 1915년: 14리로 통합[2]
- 1983년: 명진리를 거제면으로 편입, 남부면 분면 (8리 18행정리)[3]
- 1995년: 시군통합으로 거제시 동부면으로 행정구역 명칭변경

## 행정 구역
- 가배리(加背里)
- 구천리(九川里)
- 산양리(山陽里)
- 산촌리(山村里)
- 오송리(五松里)
- 학동리(鶴洞里)
- 율포리(栗浦里)
- 부춘리(富春里)

## 관광
- 학동 동백림과 팔색조 번식지
- 가배량성
- 학동해수욕장
- 덕원해수욕장
- 거제고로쇠약수축제

## 교육
- 동부초등학교 (산양리)
  - 동령분교 (폐교) - 오송4길 6 (오송리)
  - 학동분교 (폐교) - 거제대로 905 (학동리)
  - 가배분교 (폐교) - 거제남서로 2232 (가배리)
- 동부중학교 (산양리)